# Chicken Nugget
Chicken Nugget (닭강정?, DakgangjeongLR) è una serie televisiva sudcoreana distribuita su Netflix il 15 marzo 2024, basata su un omonimo webtoon.

## Trama
Choi Min-ah, figlia del presidente di una società, scambia un nuovo macchinario per un dispositivo contro la stanchezza, e usandolo viene accidentalmente trasformata in un nugget di pollo. Mentre suo padre Choi Seon-man e il tirocinante Go Baek-joong, che ha una cotta per lei, cercano di riportarla alla forma umana, scoprono dei segreti insospettabili.

## Personaggi e interpreti
- Choi Seon-man, interpretato da Ryu Seung-ryong
- Bo Gaek-joong, interpretato da Ahn Jae-hong
- Choi Min-ah, interpretata da Kim Yoo-jung